# Шеллі Соломон
Шеллі Соломон (англ. Shelley Solomon; 19 червня 1963 — 7 жовтня 2014) — колишня американська тенісистка.
Найвищим досягненням на турнірах Великого шолома було 2 коло в одиночному та парному розрядах.

## Фінали Туру WTA

### Одиночний розряд (0–2)
| Результат | Дата                                     | Турнір                 | Рівень      | Покриття | Суперниця   | Рахунок       |
| --------- | ---------------------------------------- | ---------------------- | ----------- | -------- | ----------- | ------------- |
| Поразка   | Жов 1982                                 | Borden Classic, Японія | Категорія 1 | Тверде   | Ліса Бондер | 6–2, 0–6, 3–6 |
| Поразка   | Відкритий чемпіонат Японії з тенісу 1983 | Japan Open, Японія     | Категорія 1 | Тверде   | Іноуе Ецуко | 2–6, 7–5, 1–6 |